# Supermarine Type 391
El Supermarine Type 391 fue el último caza con motor de pistón propuesto por Supermarine.

## Desarrollo
En 1943, mientras avanzaba el diseño del Spiteful, Supermarine presentó un folleto al Ministerio del Aire que describía un "Avión de Alto Rendimiento para la Marina Real", designado internamente como Supermarine Type 391. De mayor longitud y envergadura que el Spiteful, el Type 391 estaba destinado a ser utilizado como caza embarcado, con un papel secundario como avión de ataque.
El ala del Type 391 era similar en contorno a la del Spiteful, pero era más grande y, a diferencia de todos los cazas Supermarine anteriores, estaba montada en posición media. Toda la sección por fuera del tren de aterrizaje estaba articulada, mientras que una amplia sección central incorporaba raíces gruesas con entradas de aire cónicas en el borde de ataque. Estas alimentaban a los radiadores de refrigeración del motor. Debido a que el ala estaba más alta, las patas del tren de aterrizaje principal también eran más largas y las ruedas pivotaban cuando se levantaban para encajar en los huecos del fuselaje. El fuselaje delantero se alargó para acomodar al nuevo motor, mientras que la parte trasera tenía superficies de cola rediseñadas y agrandadas.
El Type 391 fue finalmente rechazado en favor del Type 392 con motor a reacción, que se convirtió en el Supermarine Attacker.

## Especificaciones
Referencia datos: Buttler

### Características generales
- Tripulación: Uno (piloto)
- Longitud: 12,1 m (39,8 ft)
- Envergadura: 13,3 m (43,5 ft)
- Superficie alar: 31,1 m² (334,8 ft²)
- Peso cargado: 7824 kg (17 244,1 lb)
- Planta motriz: 1× motor lineal H-24 refrigerado por líquido Rolls-Royce Eagle.
  - Potencia: 2650 kW (3654 HP; 3604 CV)
- Hélices: De 8 palas contrarrotativa de velocidad constante

## Aeronaves relacionadas

### Desarrollos relacionados
- Supermarine Seafang
- Supermarine Attacker

### Aeronaves similares
- Boeing XF8B
- Curtiss XF14C
- Goodyear F2G
- Grumman F8F
- Kawasaki Ki-100
- Mitsubishi A7M
- Hawker Sea Fury

### Secuencias de designación
- Secuencia Numérica (interna de Supermarine): ← 388 - 389 - 390 - 391 - 392 - 393 - 394 →